# José Antonio Fernández Romero
José Antonio Fernández Romero (* 5. Juli 1931 in Ponteareas; † 19. Dezember 2011 in Vigo) war ein spanischer Übersetzer und Universitätsprofessor. 
Er war Professor an verschiedenen skandinavischen Universitäten in Island, Finnland und Schweden und an der spanischen Universität Vigo. José Antonio Fernández übersetzte Werke von Autoren wie Halldór Laxness, Jóhann Hjálmarsson und Hans Christian Andersen ins Spanische. 1996 erhielt er den spanischen „Nationalpreis für Übersetzung“ (Premio Nacional de Traducción) für „Anthologie der nordischen Poesie“ (Antología de la poesía nórdica), übersetzt gemeinsam mit Francisco Uriz.